# Кальтенхольцхаузен
Кальтенхольцхаузен (нем. Kaltenholzhausen) — община в Германии, в земле Рейнланд-Пфальц. 
Входит в состав района Рейн-Лан. Подчиняется управлению Ханстеттен.  Население составляет 608 человек (на 31 декабря 2010 года). Занимает площадь 6,06 км².